# El espíritu del 45 (película)
El espíritu del 45 (su título original en inglés es The Spirit of '45) es un documental de 2013 del director británico Ken Loach centrado y celebrando los cambios radicales en la Gran Bretaña de la posguerra bajo el gobierno laborista de Clement Attlee que llegó al poder en 1945. Basándose principalmente en imágenes de archivo y entrevistas, y sin una voz en off narrativa, la película relata la pobreza endémica en la Gran Bretaña de antes de la guerra, la sensación de optimismo que siguió a la victoria en la Segunda Guerra Mundial y la posterior expansión del estado de bienestar, la fundación del Servicio Nacional de Salud y la nacionalización de partes significativas de la economía del Reino Unido. La película documenta hasta qué punto estos logros, tal y como los ve Loach, han sido objeto de ataques en las décadas siguientes, especialmente bajo los gobiernos conservadores de  Margaret Thatcher en la década de 1980. Loach dijo que el modelo para la película fue "la historia oral, con imágenes".

## Recepción
Time Out la describió como una "mezcla convincente de entrevistas, tanto antiguas como nuevas", al tiempo que señaló que el tema de la película era tanto sobre "el espíritu de la Gran Bretaña moderna" como sobre la crítica implícita de los políticos modernos, tanto laboristas como conservadores. Al reseñar la película para he Observer, Philip French la describió como "hábilmente compilada" pero sentimental y simplista en lugar de "la polémica provocativa que uno podría haber esperado". Peter Bradshaw de The Guardian  reconoció que la película podría ser vista como "patricia-nostálgica", pero dijo que estaba "arrastrado por la tranquila simplicidad de su presentación". La reseña en The Daily Telegraph  la describió como una película "conmovedora" que probablemente fue la mejor de Loach desde 2002.